# HTH Ligaen 2022-23
 Ikke at forveksle med Bambusa Kvindeligaen 2022-23.
HTH Ligaen 2022-23 er den 87. sæson af Håndboldligaen, den bedste herrerække i håndbold i Danmark. Oprykkerne fra 1. Division var HC Midtjylland.
GOG vandt mesterskabet, da de slog Aalborg Håndbold i finalen 2-1 i kampe. HC Midtjylland rykkede ned, da de sluttede sidst i grundspillet.

## Format
Turneringen bliver afviklet med et grundspil og et slutspil.
I grundspillet spiller alle holdene mod hinanden ude og hjemme. De otte bedste hold går videre til slutspillet. Holdene, der slutter på 9.- til 13.-pladsen går videre til kvalifikationsspillet, mens nr. 14 rykker ned i 1. division.
Slutspillet for de bedste otte hold foregår i to puljer af fire hold, der spiller alle mod alle ude og hjemme. De to bedste hold i hver pulje går videre til semifinalerne. Semifinalerne bliver spillet bedst af tre kampe, og vinderne af semifinalerne går videre til finalen, mens taberne spiller bronzekamp. Begge disse opgør bliver ligeledes spillet bedst af tre kampe.
I kvalifikationsspillet spiller holdene om 9.- til 13.-pladsen, og de møde alle mod alle enten ude eller hjemme. Holdet, der slutter på 13.-pladsen spiller nedrykningsspil mod holdene, der sluttede på anden- eller tredjepladsen i 1. division.

## Hold
| Hold                           | Sted                        | Hal                                                    | Kapacitet         | Bjerringbro‑Silkeborg Fredericia GOG Midtjylland Kolding Lemvig‑Thyborøn Mors-Thy Nordsjælland Ribe-Esbjerg Skanderborg Aarhus Skjern SønderjyskE TTH Aalborg |
| Bjerringbro-Silkeborg Håndbold | Silkeborg                   | Jysk Arena                                             | 3.900             | Bjerringbro‑Silkeborg Fredericia GOG Midtjylland Kolding Lemvig‑Thyborøn Mors-Thy Nordsjælland Ribe-Esbjerg Skanderborg Aarhus Skjern SønderjyskE TTH Aalborg |
| Fredericia HK                  | Fredericia                  | thansen Arena                                          | 2.700             | Bjerringbro‑Silkeborg Fredericia GOG Midtjylland Kolding Lemvig‑Thyborøn Mors-Thy Nordsjælland Ribe-Esbjerg Skanderborg Aarhus Skjern SønderjyskE TTH Aalborg |
| GOG                            | Gudme                       | Phønix Tag Arena                                       | 2.645             | Bjerringbro‑Silkeborg Fredericia GOG Midtjylland Kolding Lemvig‑Thyborøn Mors-Thy Nordsjælland Ribe-Esbjerg Skanderborg Aarhus Skjern SønderjyskE TTH Aalborg |
| HC Midtjylland                 | Herning                     | Sportscenter Herning                                   | 1.700             | Bjerringbro‑Silkeborg Fredericia GOG Midtjylland Kolding Lemvig‑Thyborøn Mors-Thy Nordsjælland Ribe-Esbjerg Skanderborg Aarhus Skjern SønderjyskE TTH Aalborg |
| KIF Håndbold                   | Kolding                     | Sydbank Arena                                          | 4.500             | Bjerringbro‑Silkeborg Fredericia GOG Midtjylland Kolding Lemvig‑Thyborøn Mors-Thy Nordsjælland Ribe-Esbjerg Skanderborg Aarhus Skjern SønderjyskE TTH Aalborg |
| Lemvig-Thyborøn Håndbold       | Lemvig                      | Arena Vestjylland Forsikring                           | 1.400             | Bjerringbro‑Silkeborg Fredericia GOG Midtjylland Kolding Lemvig‑Thyborøn Mors-Thy Nordsjælland Ribe-Esbjerg Skanderborg Aarhus Skjern SønderjyskE TTH Aalborg |
| Mors-Thy Håndbold              | Nykøbing Mors Thisted       | Sparekassen Thy Arena Mors Thyhallen                   | 1.500 1.336       | Bjerringbro‑Silkeborg Fredericia GOG Midtjylland Kolding Lemvig‑Thyborøn Mors-Thy Nordsjælland Ribe-Esbjerg Skanderborg Aarhus Skjern SønderjyskE TTH Aalborg |
| Nordsjælland Håndbold          | Helsinge Helsingør Hillerød | Helsinge Hallerne Helsingørhallen Royal Stage Hillerød | 1.500 2.400 3.040 | Bjerringbro‑Silkeborg Fredericia GOG Midtjylland Kolding Lemvig‑Thyborøn Mors-Thy Nordsjælland Ribe-Esbjerg Skanderborg Aarhus Skjern SønderjyskE TTH Aalborg |
| Ribe-Esbjerg                   | Esbjerg Ribe                | Blue Water Dokken Ribe Fritidscenter                   | 3.570 2.000       | Bjerringbro‑Silkeborg Fredericia GOG Midtjylland Kolding Lemvig‑Thyborøn Mors-Thy Nordsjælland Ribe-Esbjerg Skanderborg Aarhus Skjern SønderjyskE TTH Aalborg |
| Skanderborg Aarhus Håndbold    | Aarhus Skanderborg          | Ceres Arena Fælledhallen                               | 4.700 1.790       | Bjerringbro‑Silkeborg Fredericia GOG Midtjylland Kolding Lemvig‑Thyborøn Mors-Thy Nordsjælland Ribe-Esbjerg Skanderborg Aarhus Skjern SønderjyskE TTH Aalborg |
| Skjern Håndbold                | Skjern                      | Skjern Bank Arena                                      | 2.400             | Bjerringbro‑Silkeborg Fredericia GOG Midtjylland Kolding Lemvig‑Thyborøn Mors-Thy Nordsjælland Ribe-Esbjerg Skanderborg Aarhus Skjern SønderjyskE TTH Aalborg |
| SønderjyskE                    | Sønderborg                  | Broager Sparekasse Skansen                             | 2.200             | Bjerringbro‑Silkeborg Fredericia GOG Midtjylland Kolding Lemvig‑Thyborøn Mors-Thy Nordsjælland Ribe-Esbjerg Skanderborg Aarhus Skjern SønderjyskE TTH Aalborg |
| TTH Holstebro                  | Holstebro                   | Gråkjær Arena                                          | 3.250             | Bjerringbro‑Silkeborg Fredericia GOG Midtjylland Kolding Lemvig‑Thyborøn Mors-Thy Nordsjælland Ribe-Esbjerg Skanderborg Aarhus Skjern SønderjyskE TTH Aalborg |
| Aalborg Håndbold               | Aalborg                     | Sparekassen Danmark Arena                              | 5.000             | Bjerringbro‑Silkeborg Fredericia GOG Midtjylland Kolding Lemvig‑Thyborøn Mors-Thy Nordsjælland Ribe-Esbjerg Skanderborg Aarhus Skjern SønderjyskE TTH Aalborg |

## Grundspil
| Hold                     | K  | V  | U | L  | MF  | MI  | MD   | P  |
| ------------------------ | -- | -- | - | -- | --- | --- | ---- | -- |
| Aalborg Håndbold         | 26 | 22 | 1 | 3  | 828 | 710 | +118 | 45 |
| GOG                      | 26 | 22 | 1 | 3  | 897 | 797 | +100 | 45 |
| Bjerringbro-Silkeborg    | 26 | 18 | 2 | 6  | 785 | 729 | +56  | 38 |
| Skjern Håndbold          | 26 | 15 | 3 | 8  | 743 | 699 | +44  | 33 |
| KIF Kolding              | 26 | 16 | 1 | 9  | 742 | 714 | +28  | 33 |
| Skanderborg AGF          | 26 | 15 | 2 | 9  | 790 | 733 | +57  | 32 |
| Fredericia HK            | 26 | 12 | 2 | 12 | 755 | 772 | −17  | 26 |
| Ribe-Esbjerg HH          | 26 | 10 | 2 | 14 | 777 | 797 | −20  | 22 |
| SønderjyskE Håndbold     | 26 | 10 | 1 | 15 | 734 | 778 | −44  | 21 |
| TTH Holstebro            | 26 | 9  | 2 | 15 | 743 | 761 | −18  | 20 |
| Mors-Thy Håndbold        | 26 | 7  | 1 | 18 | 712 | 767 | −55  | 15 |
| Nordsjælland Håndbold    | 26 | 6  | 3 | 17 | 706 | 774 | −68  | 15 |
| Lemvig-Thyborøn Håndbold | 26 | 6  | 0 | 20 | 662 | 761 | −99  | 12 |
| HC Midtjylland           | 26 | 3  | 1 | 22 | 691 | 773 | −82  | 7  |

Kilde:

## Slutspil

### Pulje 1: Aalborg håndbold, Bjerringbro-Silkeborg, Mors Thy, Ribe Esbjerg
| Pos | Hold            | K | V | U | T | M+  | M-  | MF  | P  | Kvalifikation              |
| --- | --------------- | - | - | - | - | --- | --- | --- | -- | -------------------------- |
| 1   | AAL             | 6 | 3 | 2 | 1 | 195 | 183 | +12 | 10 | Går videre til semifinalen |
| 2   | Skjern Håndbold | 6 | 4 | 1 | 1 | 177 | 160 | +17 | 10 | Går videre til semifinalen |
| 3   | Ribe-Esbjerg HH | 6 | 1 | 3 | 2 | 173 | 187 | −14 | 5  |                            |
| 4   | KIF Kolding     | 6 | 0 | 2 | 4 | 161 | 176 | −15 | 2  |                            |

1. ↑  Aalborg Håndbold tog 2 point med fra grundspillet.
2. ↑  Skjern Håndbold tog 1 point med fra grundspillet.

### Pulje 2: Fredericia, GOG. Skjern Håndbold, TMS Ringested
| Pos | Hold                        | K | V | U | T | M+  | M-  | MF  | P  | Kvalifikation              |
| --- | --------------------------- | - | - | - | - | --- | --- | --- | -- | -------------------------- |
| 1   | GOG                         | 6 | 3 | 2 | 1 | 199 | 196 | +3  | 10 | Går videre til semifinalen |
| 2   | Fredericia HK               | 6 | 4 | 1 | 1 | 188 | 175 | +13 | 9  | Går videre til semifinalen |
| 3   | Bjerringbro-Silkeborg       | 6 | 2 | 0 | 4 | 182 | 181 | +1  | 5  |                            |
| 4   | Skanderborg Aarhus Håndbold | 6 | 1 | 1 | 4 | 162 | 179 | −17 | 3  |                            |

1. ↑  GOG tog 2 point med fra grundspillet.
2. ↑  Bjerringbro-Silkeborg tog 1 point med fra grundspillet.

### Semifinaler
| Dato    | Dato    | Dato    | Dato   | Hjemmehold i 1. kamp | Hjemmehold i 2. kamp | Resultat | Resultat | Resultat |
| 1. kamp | 2. kamp | 3. kamp | Samlet | Hjemmehold i 1. kamp | Hjemmehold i 2. kamp | 1. kamp  | 2. kamp  | 3. kamp  |
| ------- | ------- | ------- | ------ | -------------------- | -------------------- | -------- | -------- | -------- |
| 21.05   | 24.05   | 28.05   | 93-78  | Aalborg Håndbold     | Fredericia HK        | 31-22    | 29-30    | 33-26    |
| 21.05   | 24.05   |         | 71-55  | GOG                  | Skjern Håndbold      | 34-25    | 37-30    |          |

- Der spilledes bedst af 3 kampe. I tilfælde af pointlighed efter kamp 2, spilledes en afgørende 3. kamp.

### Bronzekamp
| Dato    | Dato    | Dato    | Hjemmehold i 1. kamp | Hjemmehold i 2. kamp | Resultat | Resultat | Resultat | Resultat |
| 1. kamp | 2. kamp | 3. kamp | Hjemmehold i 1. kamp | Hjemmehold i 2. kamp | Samlet   | 1. kamp  | 2. kamp  | 3. kamp  |
| ------- | ------- | ------- | -------------------- | -------------------- | -------- | -------- | -------- | -------- |
| 31.05   | 04.06   | 10.06   | Skjern               | Fredericia           | 84-78    | 34-23    | 25-27    | 25-28    |

- Der spilledes bedst af 3 kampe. I tilfælde af pointlighed efter kamp 2, spilledes en afgørende 3. kamp.

### Finale
| Dato    | Dato    | Dato    | Hjemmehold i 1. kamp | Hjemmehold i 2. kamp | Resultat | Resultat | Resultat | Resultat |
| 1. kamp | 2. kamp | 3. kamp | Hjemmehold i 1. kamp | Hjemmehold i 2. kamp | Samlet   | 1. kamp  | 2. kamp  | 3. kamp  |
| ------- | ------- | ------- | -------------------- | -------------------- | -------- | -------- | -------- | -------- |
| 31.05   | 04.06   | 10.06   | Aalborg Håndbold     | GOG                  | 97-97    | 30-31    | 34-29    | 33-37    |

- Der spilledes bedst af 3 kampe. I tilfælde af pointlighed efter kamp 2, spilledes en afgørende 3. kamp.

## Kvalifikationsspil

### Nedrykningstabel
| Pos | Hold                     | K | V | U | T | M+  | M-  | MF | P  | Kvalifikation eller nedrykning |
| --- | ------------------------ | - | - | - | - | --- | --- | -- | -- | ------------------------------ |
| 9   | Mors-Thy Håndbold        | 4 | 4 | 0 | 0 | 108 | 101 | +7 | 10 |                                |
| 10  | SønderjyskE Håndbold     | 4 | 3 | 0 | 1 | 125 | 121 | +4 | 8  |                                |
| 11  | TTH Holstebro            | 4 | 1 | 1 | 2 | 109 | 111 | −2 | 4  |                                |
| 12  | Nordsjælland Håndbold    | 4 | 1 | 1 | 2 | 113 | 114 | −1 | 4  |                                |
| 13  | Lemvig-Thyborøn Håndbold | 4 | 0 | 0 | 4 | 107 | 115 | −8 | 0  | Nedrykningskampe               |

1. ↑  Mors-Thy Håndbold tog 2 point med fra grundspillet.
2. ↑  SønderjyskE Håndbold tog 2 point med fra grundspillet.
3. ↑  TTH Holstebro tog 1 point med fra grundspillet.
4. ↑  Nordsjælland Håndbold tog 1 point med fra grundspillet.

### Nedrykningskamp

#### Semifinale
| Dato    | Dato    | Hjemmehold i 1. kamp | Hjemmehold i 2. kamp | Resultat | Resultat | Resultat | Resultat |
| 1. kamp | 2. kamp | Hjemmehold i 1. kamp | Hjemmehold i 2. kamp | Samlet   | 1. kamp  | 2. kamp  |          |
| ------- | ------- | -------------------- | -------------------- | -------- | -------- | -------- | -------- |
| 21.04   | 04.05   | Team Sydhavsøerne    | Skive fH             | 65-61    | 27-24    | 28-27    |          |

#### Finale
| Dato    | Dato    | Hjemmehold i 1. kamp     | Hjemmehold i 2. kamp | Resultat | Resultat | Resultat | Resultat |
| 1. kamp | 2. kamp | Hjemmehold i 1. kamp     | Hjemmehold i 2. kamp | Samlet   | 1. kamp  | 2. kamp  |          |
| ------- | ------- | ------------------------ | -------------------- | -------- | -------- | -------- | -------- |
| 14.05   | 17.06   | Lemvig-Thyborøn Håndbold | Team Sydhavsøerne    | 66-46    | 32-24    | 34-22    |          |

## Topscorere
| Nr | Navn                     | Klub                        | Mål |
| -- | ------------------------ | --------------------------- | --- |
| 1  | Emil Jakobsen            | GOG Håndbold                | 252 |
| 2  | Bjarke Christensen       | TTH Holstebro               | 201 |
| 3  | Mads Kjeldgaard Andersen | Bjerringbro-Silkeborg       | 200 |
| 4  | Simon Pytlick            | GOG Håndbold                | 194 |
| 5  | Lukas Jørgensen          | GOG Håndbold                | 183 |
| 6  | Eivind Tangen            | Skjern Håndbold             | 174 |
| 7  | Thomas Arnoldsen         | Skanderborg Aarhus Håndbold | 165 |
| 8  | Kristian Stoklund        | Fredericia HK               | 164 |
| 9  | Felix Claar              | Aalborg Håndbold            | 162 |
| 9  | Morten Balling           | Skanderborg Aarhus Håndbold | 162 |
| 9  | Andreas Lang             | SønderjyskE Håndbold        | 162 |

Kilde: